# Trest smrti v Argentině
Trest smrti v Argentině byl v období od roku 1922 do jeho konečného zrušení několikrát zakázán a opět obnoven. Za běžné zločiny jej Argentina definitivně zrušila v roce 1984 a za ostatní zločiny byl zrušen v roce 2008. Jeho zrušení podporovala i v té době úřadující prezidentka Cristina Fernándes de Kirchner. Argentina v letech 2007, 2008, 2010, 2012, 2014, 2016, 2018 a 2020 hlasovala pro moratorium OSN na trest smrti a také 20. prosince 2006 podepsala Druhý opční protokol Mezinárodního paktu o občanských a politických právech, který ratifikovala 2. září 2008.